# Махис
Махис (араб. ماحص‎) — город на северо-западе Иордании, в мухафазе Эль-Балка. Расположен примерно в 10 км к западу от Аммана, на высоте 810 м над уровнем моря.
Население города составляет около 14 000 человек. Город имеет большое религиозное значение, так как вблизи него в долине Вади-Шуайб (в 2 км к западу от города) находится одна из предполагаемых могил пророка Шуайб, которому в библейской традиции соответствует Иофор. В Махисе находится храм Хидра, представляющий собой здание из одной комнаты, окружённое небольшим садом.
Экономика основана главным образом на сельском хозяйстве, основными продуктами которого являются пшеница, ячмень, табак, виноград, оливки, гранаты. Осуществляется добыча каолинитовой глины.

## Известные уроженцы
Премьер-министр Иордании Маруф аль-Бахит родился в Махисе.